# Nesle-l'Hôpital

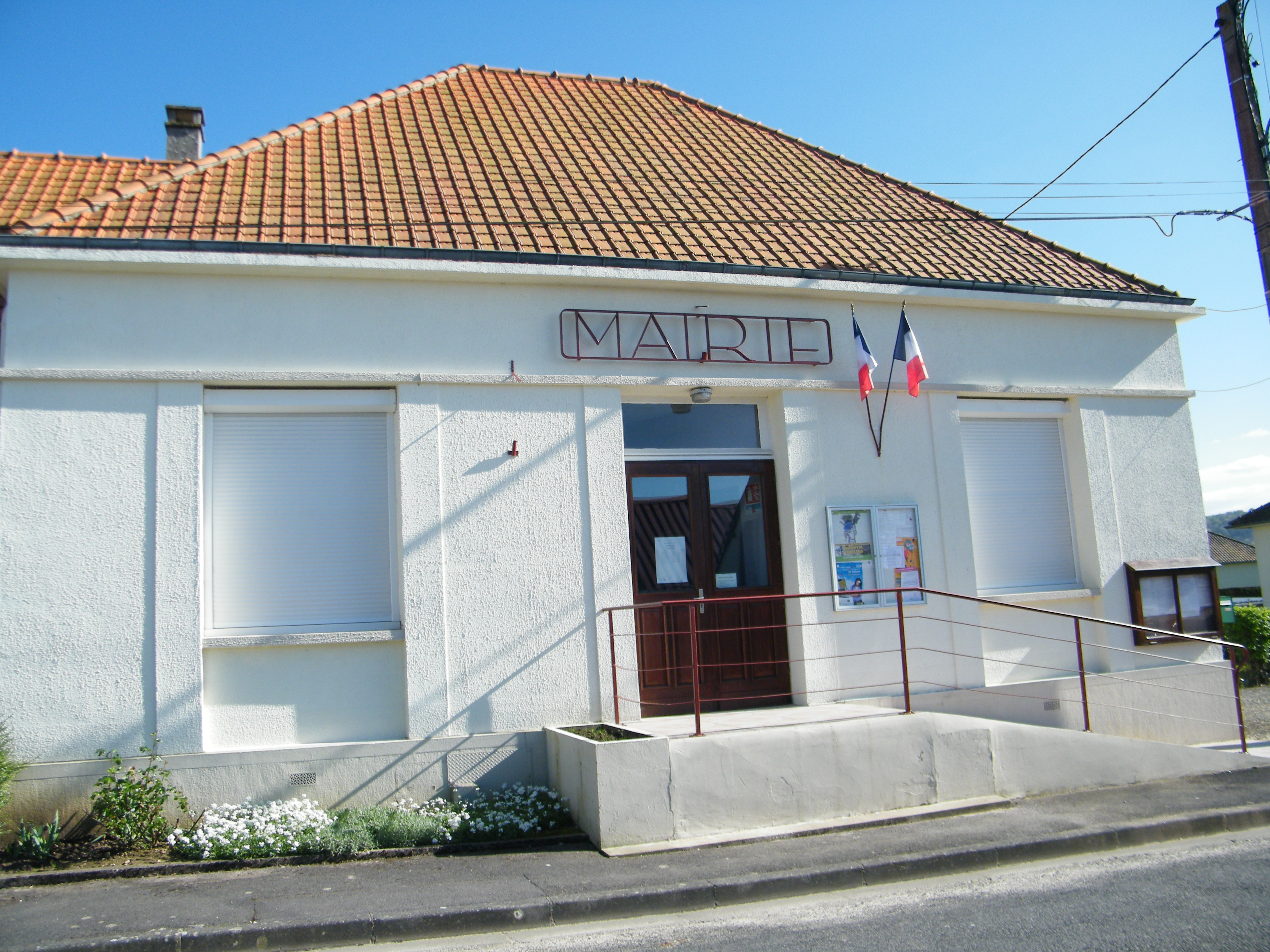
Stadhuis

Nesle-l'Hôpital is een gemeente in het Franse departement Somme (regio Hauts-de-France) en telt 162 inwoners (2011). De plaats maakt deel uit van het arrondissement Amiens.

## Geografie
De oppervlakte van Nesle-l'Hôpital bedraagt 4,8 km², de bevolkingsdichtheid is 33,8 inwoners per km².
De onderstaande kaart toont de ligging van Nesle-l'Hôpital met de belangrijkste infrastructuur en aangrenzende gemeenten.

## Demografie
Onderstaande figuur toont het verloop van het inwonertal (bron: INSEE-tellingen).